# Schoenorchis seidenfadenii
Schoenorchis seidenfadenii är en orkidéart som beskrevs av Udai Chandra Pradhan. Schoenorchis seidenfadenii ingår i släktet Schoenorchis och familjen orkidéer. Inga underarter finns listade i Catalogue of Life.